# El loco (Picasso)
El loco es una acuarela sobre papel en dos fragmentos realizada por Pablo Picasso el 1904 en Barcelona. Está firmado como «Picasso» y fechado en 1904 en el ángulo superior izquierdo. Contiene la dedicatoria A mí buen amigo Sebastià Junyent, Picasso y forma parte de la colección del Museo Picasso de Barcelona.

## Descripción
En la obra, Picasso utiliza un lenguaje de marcado expresionismo y manierismo, de claras reminiscencias grequianas. El estilo original y personal de El Greco, que se concreta en una tendencia al alargamiento de las figuras, a veces hasta el punto de desnaturalizarlas, se acusa notablemente en este personaje picassiano.
El gusto por el manierismo, gracias al cual se rompen los ejes convencionales de la composición y se establece una ruptura entre forma y función, no se refleja solo en el cuerpo estilizado, sino también en los pies y en las manos. Éstas, muy desmesuradas y esqueléticas, están distorsionadas y se acercan al rostro, cuyo expresionismo deja muy claro la enfermedad del infeliz y centra toda la tensión dramática. Refiriéndose al Greco, Picasso manifiesta a Brassaï:

Ya había visto alguno de sus cuadros, que me habían dejado admirado [...] Decidí hacer un viaje a Toledo, y me produjo una profunda impresión. Si mis figuras de la época azul se estiran, probablemente es por influencia suya.

La figura está contorneada con un trazo vigoroso y, a trozos, subrayado. La acuarela azul tiñe suavemente algunas zonas del cuerpo y traspasa, en algunos lugares, los límites del perfil humano, para teñir ligeramente puntos del fondo y simular la sombra sobre un suelo no definido.
Pierre Daix señala que, posiblemente, El loco fue expuesto en la exposición que Berthe Well organizó en su galería en octubre y noviembre de 1904.